# Колумбус-Серкл
40°46′05″ пн. ш. 73°58′55″ зх. д. / 40.768055555556° пн. ш. 73.981944444444° зх. д.
Колумбус-Серкл (англ. Columbus Circle, «Площа Колумба») — одна з найвідоміших площ Мангеттена, розташована на південно-західному куті Центрального парку, на перетині Бродвею та Восьмої авеню. 

## Короткий опис
Площа виникла на рубежі XIX і XX століть. Так само називаються і квартали, що прилягають по периметру до площі.

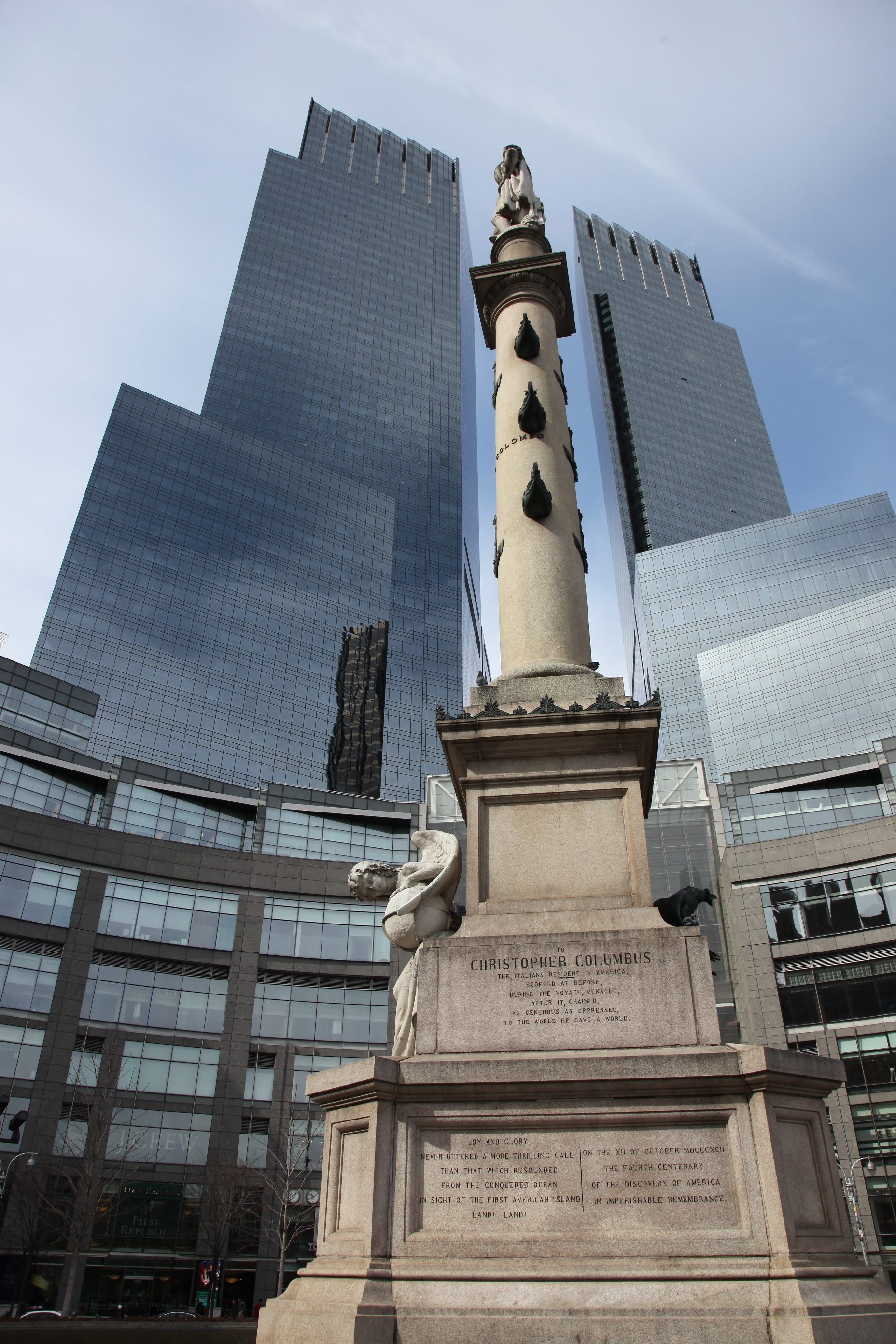
Пам'ятник Колумбу на Колумбус-Серкл, на задньому плані — Центр Тайм-Ворнер

У центрі площі височіє мармуровий пам'ятник Колумбу на 21-метровій ростральній колоні з зображеннями кораблів великого мореплавця. Цей монумент, спроектований італійцем Гаетано Руссо, був встановлений 1892 року в рамках святкування 400-річчя відкриття Америки. Площа служить нульовим кілометром для Нью-Йорка.
Навколо пам'ятника розташовані будівлі різних епох, переважно сучасні, зокрема 229-метровий хмарочос Центр Тайм-Ворнер, в якому розташована штаб-квартира медіаконгломерата Time Warner.

## Транспорт
Завдяки своєму розташуванню, Колумбус-Серкл є одним з найважливіших транспортних вузлів в Мангеттені. Тут проходять автобуси M5, M7, M10 і M104. Крім того, під площею знаходиться пересадковий вузол метро «59-а вулиця — Колумбус-Серкл» з маршрутами 1, 2, A, B, C, D.